# Brandon Vazquez
Brandon Vazquez (San Diego, Kalifornia, 1998. október 14. –) amerikai válogatott labdarúgó, az Austin csatára.

## Pályafutása

### Klubcsapatokban
Vazquez a Kalifornia állambeli San Diego városában született. Az ifjúsági pályafutását 2013-ban a mexikói Tijuana akadémiájánál kezdte.
2017-ben mutatkozott be az Atlanta United első osztályban szereplő felnőtt csapatában. 2017. április 23-án, a Real Salt Lake ellen 3–1-re megnyert mérkőzés 93. percében Kenwyne Jonest váltva debütált és egyben megszerezte első gólját is a klub színeiben. 2019. november 20-án a Cincinnati csapatához igazolt. Először a 2020. március 1-jei, New York Red Bulls elleni mérkőzésen lépett pályára. Első gólját 2020. szeptember 13-án, a New York City ellen 2–1-re elvesztett találkozón szerezte. 2022. március 13-án, az Orlando City ellen 2–1-re megnyert mérkőzésen kétszer is betalált a hálóba. A következő fordulóban, az Inter Miami ellen újra duplázott. 2024 januárjában a mexikói Monterrey, majd 2025-ben az amerikai Austin szerződtette.

### A válogatottban
Vazquez az amerikai U17-es válogatottal részt vett a 2015-ös U17-es CONCACAF-bajnokságon és a 2015-ös U17-es labdarúgó-világbajnokságon is. 2016-ban az U19-es és U20-as korosztályban is képviselte hazáját.
2023-ban debütált az felnőtt válogatottban. Először 2023. január 26-án, Szerbia ellen 2–1-re elvesztett barátságos mérkőzésen lépett pályára és egyben megszerezte első válogatott gólját is.

## Statisztikák
2023. június 11. szerint
| Klub           | Szezon   | Osztály  | Bajnokság | Bajnokság | Kupa  | Kupa | Nemzetközi | Nemzetközi | Összesen | Összesen |
| Klub           | Szezon   | Osztály  | Meccs     | Gól       | Meccs | Gól  | Meccs      | Gól        | Meccs    | Gól      |
| -------------- | -------- | -------- | --------- | --------- | ----- | ---- | ---------- | ---------- | -------- | -------- |
| Atlanta United | 2017     | MLS      | 13        | 1         | 2     | 2    | —          | —          | 15       | 3        |
| Atlanta United | 2018     | MLS      | 8         | 0         | 2     | 0    | —          | —          | 10       | 0        |
| Atlanta United | 2019     | MLS      | 11        | 2         | 3     | 4    | —          | —          | 14       | 6        |
| Atlanta United | Összesen | Összesen | 32        | 3         | 7     | 6    | 0          | 0          | 39       | 9        |
| Cincinnati     | 2020     | MLS      | 19        | 2         | 0     | 0    | —          | —          | 19       | 2        |
| Cincinnati     | 2021     | MLS      | 31        | 4         | 0     | 0    | —          | —          | 31       | 4        |
| Cincinnati     | 2022     | MLS      | 35        | 19        | 1     | 0    | 1          | 1          | 37       | 20       |
| Cincinnati     | 2023     | MLS      | 17        | 4         | 3     | 2    | —\|20      | —\|20      | 6        |          |
| Cincinnati     | Összesen | Összesen | 102       | 29        | 4     | 2    | 1          | 1          | 107      | 32       |
| Összesen       | Összesen | Összesen | 134       | 32        | 11    | 8    | 1          | 1          | 146      | 41       |

### A válogatottban
| Válogatott       | Év       | Pályára lépés | Gól |
| ---------------- | -------- | ------------- | --- |
| Egyesült Államok | 2023     | 8             | 4   |
| Egyesült Államok | 2024     | 3             | 0   |
| Összesen         | Összesen | 11            | 4   |

#### Góljai a válogatottban
| # | Időpont          | Helyszín                                                      | Ellenfél           | Gólok | Eredmény              | Kiírás                     |
| - | ---------------- | ------------------------------------------------------------- | ------------------ | ----- | --------------------- | -------------------------- |
| 1 | 2023. január 26. | BMO Stadion, Los Angeles, Amerikai Egyesült Államok           | Szerbia            | 1–0   | 1–2                   | Barátságos mérkőzés        |
| 2 | 2023. június 24. | Soldier Field, Chicago, Amerikai Egyesült Államok             | Jamaica            | 1–1   | 1–1                   | 2023-as CONCACAF-aranykupa |
| 3 | 2023. július 2.  | Bank of America Stadion, Charlotte, Amerikai Egyesült Államok | Trinidad és Tobago | 6–0   | 6–0                   | 2023-as CONCACAF-aranykupa |
| 4 | 2023. július 9.  | TQL Stadion, Cincinnati, Amerikai Egyesült Államok            | Kanada             | 1–0   | 2–2 (büntetőkkel 3–2) | 2023-as CONCACAF-aranykupa |

## Sikerei, díjai
Atlanta United
- MLS-kupa
  - Bajnok (1): 2018

- US Open Cup
  - Győztes (1): 2019

- Campeones Cup
  - Győztes (1): 2019

Amerikai válogatott
- CONCACAF Nemzetek ligája
  - Győztes (1): 2022–23

Egyéni
- MLS All-Stars: 2022